# Coupe de la Ligue 2008/09
De Coupe de la Ligue 2008/09 was de vijftiende editie van dit Franse voetbalbekertoernooi. Het toernooi werd georganiseerd door de LFP, de betaaldvoetbalsectie van de Franse voetbalbond (FFF).
Het toernooi begon op 3 september en eindigde op 25 april met de finale in het Stade de France te Saint-Denis, een voorstad van Parijs.
De titelhouder was Paris Saint-Germain, dat RC Lens met 2-1 had verslagen in de finale op 29 maart 2008. Officieel was de titelhouder uitgesloten voor deelname aan dit toernooi. Paris Saint-Germain ging succesvol in beroep tegen deze straf bij de rechtbank. PSG mocht hun titel verdedigen. Door dit besluit moest er opnieuw worden geloot.
Girondins de Bordeaux veroverde dit seizoen de beker door in de finale Vannes OC met 4-0 te verslaan. Als landskampioen kwalificeerde Girondins de Bordeaux zich voor de Champions League. De startplaats in de UEFA Europa League 2009/10 verviel aan de nummer vijf van de competitie (Lille OSC).

## Eerste ronde
Aan de eerste ronde namen tien clubs deel. Dit waren de nummers 16-20 van de Ligue 2 2007/08, de drie gepromoveerde clubs van de Championnat National 2007/08 plus twee clubs met een professionele status, US Créteil-Lusitanos en FC Istres (beide ook spelend in de Championnat National). De wedstrijden werden gespeeld op 3 september.
| Thuisclub                | Uitslag          | Uitclub             |
| ------------------------ | ---------------- | ------------------- |
| Vannes OC                | 3 – 0            | Dijon FCO           |
| US Créteil-Lusitanos     | 2 – 1            | Chamois Niortais FC |
| FC Libourne-Saint-Seurin | 0 – 2            | Nîmes Olympique     |
| Tours FC                 | 1 – 2            | US Boulogne         |
| FC Istres                | 1 – 1 ns (3 – 4) | FC Gueugnon         |

## Tweede ronde
Aan de tweede ronde namen 20 clubs deel. Dit waren de vijf winnaars van de eerste ronde plus de overige 15 clubs van de Ligue 2 (2008/09). De wedstrijden werden gespeeld op 9 september.
| Thuisclub            | Uitslag  | Uitclub           |
| -------------------- | -------- | ----------------- |
| RC Lens              | 4 – 1    | CS Sedan Ardennes |
| US Boulogne          | 4 – 1    | Clermont Foot     |
| LB Châteauroux       | 3 – 1    | Nîmes Olympique   |
| En Avant Guingamp    | 2 – 0 nv | FC Gueugnon       |
| Vannes OC            | 3 – 2 nv | Amiens SC         |
| FC Metz              | 2 – 1    | Stade de Reims    |
| Troyes AC            | 2 – 1    | Angers SCO        |
| US Créteil-Lusitanos | 2 – 1    | Stade Brestois    |
| AC Ajaccio           | 2 – 4 nv | Montpellier HSC   |
| RC Strasbourg        | 1 – 2 nv | SC Bastia         |

## Derde ronde
Aan de derde ronde namen 28 clubs deel. Dit waren de tien winnaars van de tweede ronde plus 18 clubs van de Ligue 1 2008/09. De nummers één en twee van Ligue 1 2007/08, Olympique Lyonnais en Girondins de Bordeaux, werden vrijgesteld. De wedstrijden uit de derde ronde werden op 23 en 24 september gespeeld.
| Thuisclub              | Uitslag          | Uitclub             |
| ---------------------- | ---------------- | ------------------- |
| En Avant Guingamp      | 4 – 1            | AS Saint-Étienne    |
| FC Metz                | 3 – 1            | Troyes AC           |
| Le Havre AC            | 3 – 1            | SM Caen             |
| FC Sochaux-Montbéliard | 1 – 0            | Olympique Marseille |
| US Créteil-Lusitanos   | 1 – 0            | FC Nantes           |
| Vannes OC              | 3 – 3 ns (5 – 4) | Valenciennes FC     |
| Montpellier HSC        | 2 – 2 ns (4 – 2) | Lille OSC           |
| Stade Rennais          | 2 – 2 ns (4 – 3) | Le Mans UC          |
| AJ Auxerre             | 1 – 1 ns (6 – 5) | Toulouse FC         |
| FC Lorient             | 0 – 3            | RC Lens             |
| US Boulogne            | 1 – 3            | OGC Nice            |
| Grenoble Foot 38       | 2 – 3            | AS Nancy-Lorraine   |
| SC Bastia              | 0 – 1            | LB Châteauroux      |
| AS Monaco              | 0 – 1            | Paris Saint-Germain |

## Vierde ronde
Aan de vierde ronde namen 16 clubs deel. Dit waren de veertien winnaars van de derde ronde plus de nummers één en twee van Ligue 1 2007/08, Olympique Lyonnais en Girondins de Bordeaux. De wedstrijden werden op 11 en 12 november gespeeld.
| Thuisclub              | Uitslag  | Uitclub              |
| ---------------------- | -------- | -------------------- |
| OGC Nice               | 3 – 0    | US Créteil-Lusitanos |
| Girondins de Bordeaux  | 4 – 2    | En Avant Guingamp    |
| Vannes OC              | 2 – 0    | AJ Auxerre           |
| Paris Saint-Germain    | 2 – 0    | AS Nancy-Lorraine    |
| Le Havre AC            | 2 – 1    | Stade Rennes         |
| Olympique Lyon         | 1 – 3    | FC Metz              |
| Montpellier HSC        | 1 – 2    | LB Châteauroux       |
| FC Sochaux-Montbéliard | 0 – 1 nv | RC Lens              |

## Kwartfinale
De wedstrijden werden op 13 en 14 januari gespeeld.
| Thuisclub             | Uitslag          | Uitclub        |
| --------------------- | ---------------- | -------------- |
| Paris Saint-Germain   | 2 – 0            | RC Lens        |
| Girondins de Bordeaux | 2 – 1            | LB Châteauroux |
| OGC Nice              | 1 – 0            | Le Havre AC    |
| Vannes OC             | 1 – 1 ns (4 – 3) | FC Metz        |

## Halve finale
De wedstrijden werden op 3 en 4 februari gespeeld.
| Thuisclub             | Uitslag          | Uitclub             |
| --------------------- | ---------------- | ------------------- |
| Girondins de Bordeaux | 3 – 0            | Paris Saint-Germain |
| Vannes OC             | 1 – 1 ns (4 – 3) | OGC Nice            |

## Finale
De wedstrijd vond plaats op 25 april in het Stade de France te Saint-Denis. Vannes OC was de eerste tweedeklasser sinds 2000 die de finale haalde; toen was dit FC Gueugnon, dat ook de beker won.
| Winnaar               | Uitslag | Finalist  |
| --------------------- | ------- | --------- |
| Girondins de Bordeaux | 4 – 0   | Vannes OC |

## Topscorers
| №  | Speler               | Club                   | Goals | Pen. | Duels | Minuten |
| -- | -------------------- | ---------------------- | ----- | ---- | ----- | ------- |
| 1  | Madjid Bouabdallah   | US Créteil-Lusitanos   | 3     | 0    | 3     | 110     |
| 2  | Grégory Thil         | US Boulogne OC         | 3     | 0    | 1     | 235     |
| 3  | Jérôme Lebouc        | Vannes OC              | 3     | 1    | 2     | 538     |
| 4  | Geraldo Wendel       | Girondins de Bordeaux  | 2     | 0    | 2     | 114     |
| 5  | Gilson Silva         | EA Guingamp            | 2     | 0    | 2     | 153     |
| 6  | Jacob Mulenga        | Châteauroux            | 2     | 0    | 2     | 169     |
| 7  | David Bellion        | Girondins de Bordeaux  | 2     | 0    | 2     | 176     |
| 8  | Lilian Compan        | Montpellier Hérault SC | 2     | 0    | 2     | 212     |
| 9  | Sébastien Renouard   | FC Metz                | 2     | 0    | 2     | 238     |
| 10 | Seid Khiter          | Vannes OC              | 2     | 0    | 2     | 269     |
| 11 | Mathieu Scarpelli    | Châteauroux            | 2     | 0    | 2     | 270     |
| 12 | Yoan Gouffran        | Girondins de Bordeaux  | 2     | 0    | 2     | 311     |
| 13 | Ghislain Gimbert     | Vannes OC              | 2     | 0    | 2     | 491     |
| 14 | Laurent Herve        | Vannes OC              | 2     | 0    | 2     | 565     |
| 15 | Gabriel Obertan      | Girondins de Bordeaux  | 2     | 0    | 1     | 59      |
| 16 | Boubacar Djeedy Kebe | Nîmes Olympique        | 2     | 0    | 1     | 103     |
| 17 | Cédric Fauré         | Havre AC               | 2     | 0    | 1     | 210     |
| 18 | Victor Hugo Montaño  | Montpellier Hérault SC | 2     | 0    | 1     | 211     |
| 19 | Issam Jemaa          | RC Lens                | 2     | 0    | 1     | 285     |
| 20 | Peguy Luyindula      | Paris Saint-Germain    | 2     | 0    | 1     | 297     |